# Boyd Lucassen
Boyd Lucassen, né le 1er juillet 1998 à Doetinchem aux Pays-Bas, est un footballeur néerlandais qui évolue au poste d'arrière droit au NAC Breda.

## Biographie

### Go Ahead Eagles
Né à Doetinchem aux Pays-Bas, Boyd Lucassen est formé par le Vitesse Arnhem mais n'y fait pas la moindre apparition en équipe première. Le 20 juin 2019 il signe en faveur du Go Ahead Eagles pour un contrat de deux ans plus une année en option. Il découvre alors l'Eerste Divisie. Il joue son premier match sous ses nouvelles couleurs dans cette compétition, le 18 octobre 2019, lors d'une rencontre de championnat face au FC Volendam. Il entre en jeu à la place de Richard van der Venne et son équipe l'emporte par trois buts à zéro.
Lors de la saison 2020-2021, il contribue à la remontée du club en première division, les Eagles terminant deuxième du championnat.
Il fait sa première apparition en Eredivisie, la première division, face au SC Heerenveen, le 13 août 2021, lors de la première journée de la saison 2021-2022. Il est titulaire lors de cette rencontre perdue par son équipe par un but à zéro. Il inscrit son premier but dans l'Eredivisie le 27 novembre 2021 contre le Willem II Tilburg. Il donne la victoire à son équipe ce jour-là en étant l'unique buteur de la partie,.

### NAC Breda
Le 10 mai 2022 Boyd Lucassen s'engage librement au NAC Breda. Il signe un contrat de trois ans,.
Le 16 septembre 2022, Lucassen inscrit ses deux premiers buts pour le NAC Breda, lors d'un match de championnat face au Jong FC Utrecht (en). Titulaire, il contribue à la victoire de son équipe par trois buts à un. Il marque un nouveau but lors de la journée suivante, le 30 septembre 2022, face au VVV Venlo. Titulaire, il inscrit le but égalisateur de son équipe mais celle-ci s'incline tout de même par deux buts à un.
Lors de la saison 2023-2024, Lucassen contribue à la remontée du NAC Breda en première division néerlandaise. Le club est promu en passant par les play-offs de promotion en battant l'Excelsior Rotterdam sur la double confrontation (victoire 6-2 à l'aller puis défaite 4-1 au retour).

### Style de jeu
Boyd Lucassen est un arrière droit capable également d'évoluer au milieu de terrain. Il est apprécié pour son état d'esprit et ses qualités défensives, remportant beaucoup de duels.